# فاصله ابرکانونی

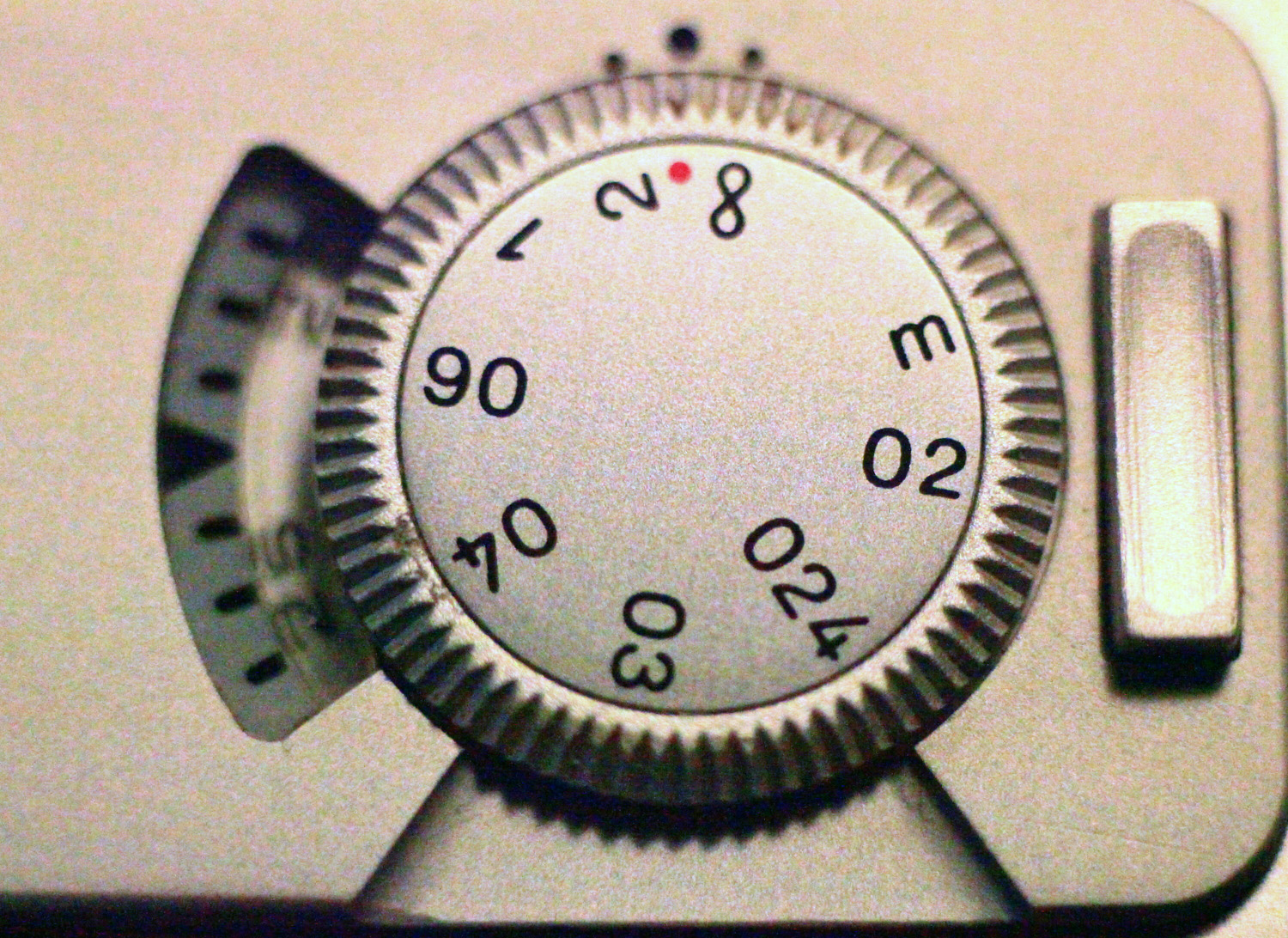
دوربین مینوکس LX با نقطهٔ قرمز رنگ

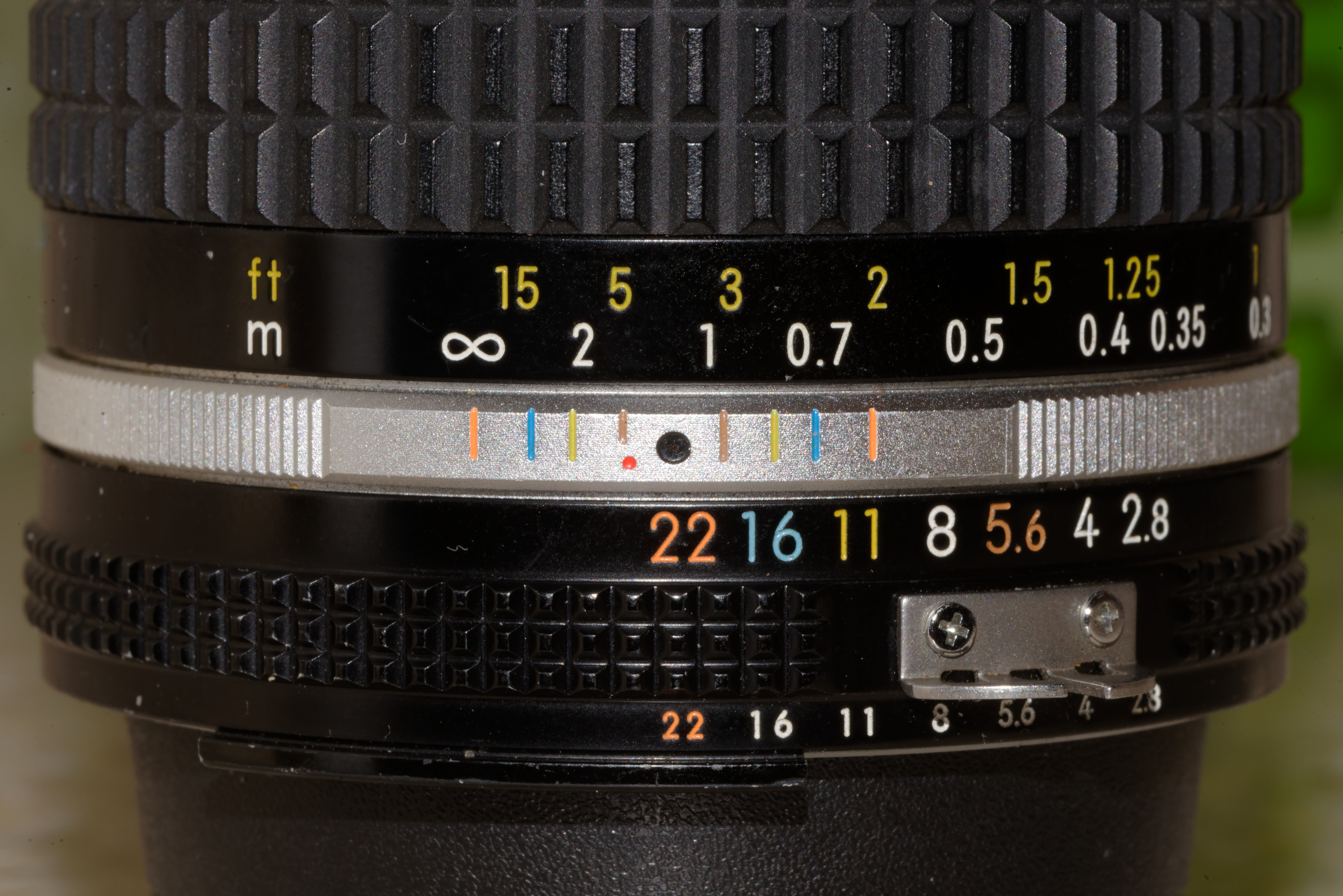
لنز ۲۸ میلی‌متری f/2.8 نیکون با علامت‌گذاری برای عمق میدان. لنز در فاصله ابرکانونی برای f/22 تنظیم شده است. علامت نارنجی مربوط به f/22 در علامت بی‌نهایت (∞) قرار دارد. فوکوس از زیر ۰٫۷ متر تا بی‌نهایت قابل قبول است.

در علم اپتیک و عکاسی، فاصله ابرکانونی (به انگلیسی: Hyperfocal distance)، فاصله‌ای است که همه اشیاء در آن فاصله در میدان وضوح لنز قرار دارند.
فاصله ابرکانونی، عمقی از زاویه دید لنز است (از نزدیکی‌های لنز تا بی‌نهایت) که آن محدوده، در میدان وضوح لنز قرار می‌گیرد.
برای به دست آوردن این فاصله، ابتدا لنز در بازترین درجه دیافراگم، بر روی فاصله بی‌نهایت تنظیم می‌کنیم، نزدیک‌ترین نقطه فوکوس لنز، فاصله ابر کانونی لنز است.
به‌طور مثال اگر در این حالت نزدیک‌ترین نقطه فوکوس فاصله ۷ متری از لنز دوربین است، فوکوس لنز را بر روی ۷ متر قرار داده و عکاسی می‌کنیم. در این حالت از نصف ۷ متری (از سه و نیم متری) دوربین الی بی‌نهایت در میدان وضوح لنز قرار خواهند گرفت. البته درجه دیافراگم در این حالت دارای اهمیت است هر چه درجه دیافراگم بسته‌تر باشد، عمق میدان وضوح افزایش پیدا خواهد کرد.
توماس ساتون و جورج داوسون برای اولین بار در سال ۱۸۶۷در مورد فاصله بیش کانونی (یا "محدوده کانونی") نوشتند. لویی در سال ۱۹۰۶ ممکن است اولین کسی باشد که فرمولی برای فاصله ابر کانونی استخراج کرد. رودولف کینگسلیک در سال ۱۹۵۱ در مورد دو روش اندازه‌گیری فاصله ابر کانونی نوشت.